# پیرهادیان (خداآفرین)
پیرهادیان یکی از روستاهای استان آذربایجان شرقی است که در دهستان کیوان بخش مرکزی شهرستان خداآفرین واقع شده است.

## آب و هوا
آب و هوای این روستا کوهستانی و در فصل بهار و پاییز خنک و آفتابی و در فصل پاییز و زمستان که به دلیل کوهستانی بودن منطقه و برف و باران شدید بسیار سرد می‌باشد. شرایط آب و هوای سالم این منطقه باعث شده روستاییان مقیم تهران و سایر شهرها در فصول سرسبز به روستا آمده و از آب و هوای سالم این روستا لذت کافی رو ببرند. اکثر اهالی جوان روستا ازدواج کرده و در شهرها مشغول کسب درآمد و زندگی می‌کنند.

## دربارهٔ پیرهادیان
این روستا از چهار قشلاق به نامهای دوجناب، سولیپیر، کارگران و قلعه گونی تشکیل شده است؛ و هر یک دارای ییلاق می‌باشد. البته امروزه به دلیل عدم وجود جوانان و وجود افراد پیر و سالخورده کوچ نشینی یا ییلاق و قشلاق صورت نمی‌گیرد و زمین‌هایی که در ییلاق قابلیت کشت با ابزارهای نوین کشاورزی هستند کاشت می‌شوند و از آنجایی که زمین‌های این چهار قشلاق دیم هستند فقط محصولات گندم و جو کشت می‌شوند و شغل اصلی مردم روستا دامداری می‌باشد.

## روستاهای همسایه
روستای پیرهادیان همان‌طور که ذکر شد شامل چهار قشلاق می‌باشد و بررسی همسایگان پیرهادیان شعاع بزرگی از منطقه را در بر می‌گیرد. همسایگان این روستا از شمال به لته جان، اشرف، زرنق و از جنوب به روستاهای عمارت، همنشین، شاه حیدر و از شرق به گاوآهن، اسیران ،آوارسین، سقین و از غرب به جانانلو، زنبلان و همدان ختم می‌شود.